# Сурб Хач (Ростов-на-Дону)
Церква Сурб Хач (вірм. Սուրբ Խաչ [suɾpʰ χɑtʃʰ], рос. Церковь Святого Хреста) — вірменська церква в Ростові-на-Дону. Є найстарішою зі збережених до наших днів будівель в сучасних межах міста.

## Історія
Церква побудована в 1786–1792. 14 листопада 1972 в будівлі був відкритий Ростовський музей російсько-вірменської дружби, що нараховує понад 10 тис. експонатів. З 2000 в храмі відновлено богослужіння.
В даний час храм оточений житловими мікрорайонами, що утворюють Північний житловий масив. Храм з навколишнім його парком, обнесли огорожею, розташований на високому правому березі верхнього з двох Північних водосховищ в балці Темернік, до якої він звернений лицьовою стороною (на південь). До балці ведуть старовинні кам'яні сходи, від яких по мосту можна потрапити на невеликий острів посеред водосховища. На схід від сходів, під пагорбом на якому стоїть храм, б'є джерело. Біля джерела влаштована купальня і зона відпочинку.